# Dresdner Sachsenspiegel
Der Dresdner Sachsenspiegel (Mscr.Dresd.M.32) ist eine reich illustrierte mittelalterliche Handschrift des Sachsenspiegels Eike von Repgows. Das zwischen 1295 und 1363 im Raum Meißen entstandene Werk gehört zum Bestand der Sächsischen Landesbibliothek – Staats- und Universitätsbibliothek Dresden.

## Inhalt

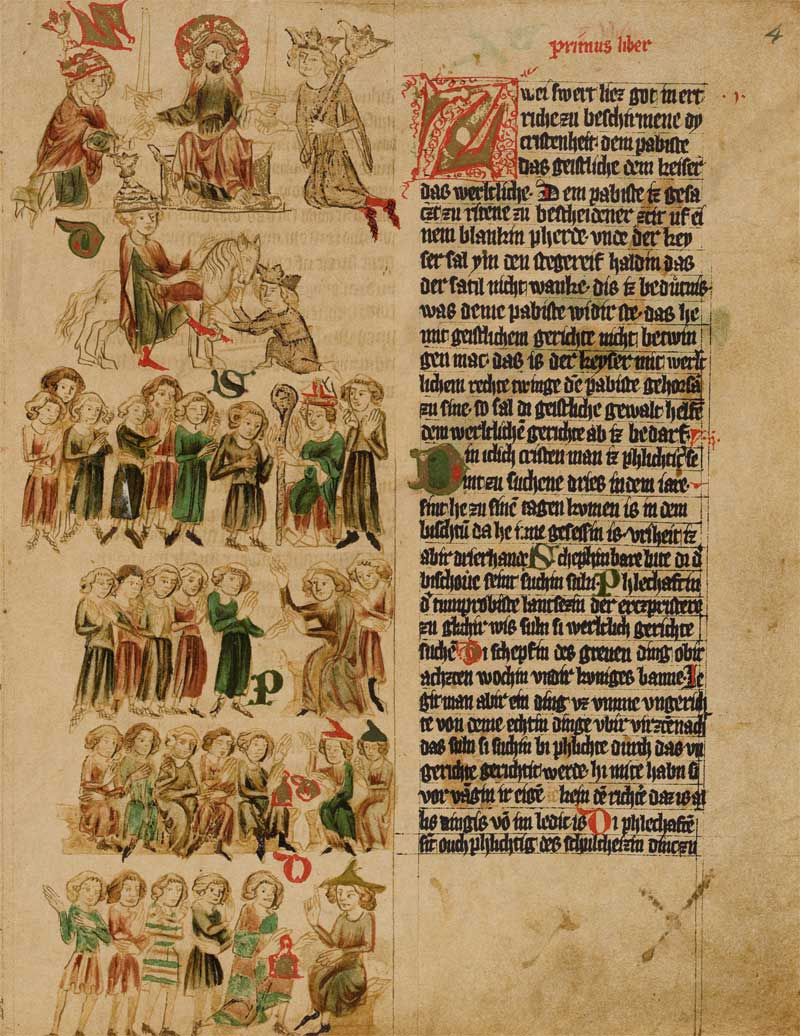
Bl. 4 (Landrecht I) in der Faksimileausgabe von 1902
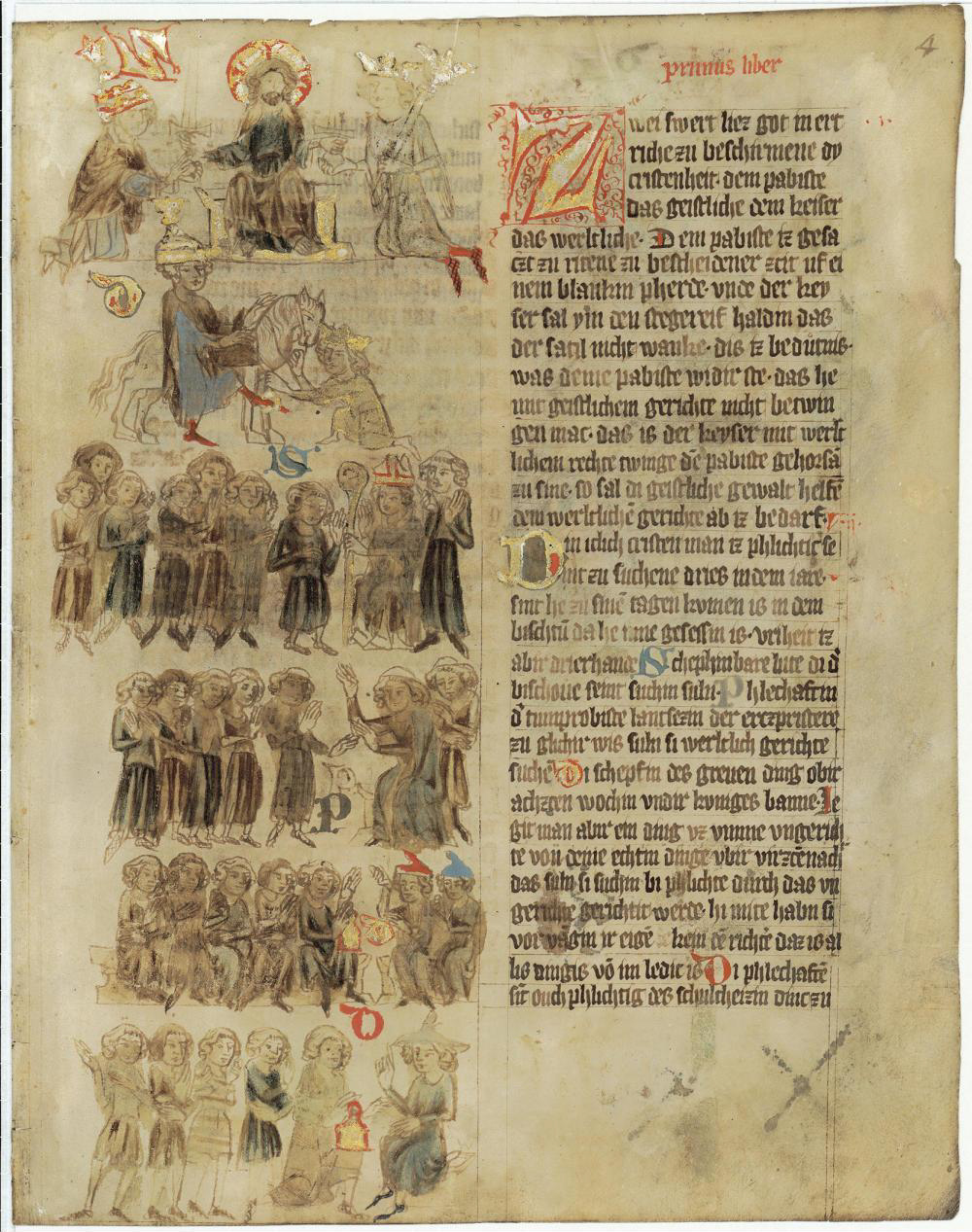
Heutiger Erhaltungszustand (2002)

Die Dresdner Handschrift enthält 924 Bildstreifen auf 92 Blättern. Von den vier Bildfassungen (Heidelberg, Oldenburg, Dresden, Wolfenbüttel) enthält sie nicht nur die meisten, sondern auch die künstlerisch wertvollsten Bilder.
Inhaltsverzeichnis:
- Bl. 1. Mainzer Reichslandsfriede
- Bl. 2. Register
- Bl. 3. Prolog
- Bl. 4 ff. Landrecht I
- Bl. 22 ff. Landrecht II
- Bl. 36 ff. Landrecht III
- Bl. 57 ff. Lehnrecht

## Geschichte
Die Handschrift entstand zwischen 1295 und 1363 im Raum Meißen, in Dresden ist sie seit der zweiten Hälfte des 16. Jahrhunderts nachweisbar. Aufbewahrungsorte waren erst das Residenzschloss Dresden, dann der Zwinger, von 1786 bis 1945 das Japanische Palais und nach dessen Zerstörung ein ehemaliges Kasernengebäude in der nördlichen Albertstadt. 1902 war eine von Karl von Amira herausgegebene Faksimileausgabe in Schwarz-Weiß mit sechs farbigen Beilagenblättern erschienen. Diese Ausgabe blieb über Jahrzehnte die einzige Möglichkeit des Studiums. Das Original überdauerte zwar mit anderen wertvollen Stücken in einem Tiefkeller die Bombenangriffe von 13./14. Februar und 2. März 1945, eindringendes Wasser und die kriegsbedingten mangelhaften Konservierungsmaßnahmen zogen den Kodex jedoch so in Mitleidenschaft, dass er, auch für die Forschung, nicht mehr zur Verfügung stand. Die Federzeichnungen blieben erhalten, allerdings gingen die Farben großteils verloren, daran konnte auch eine langwierige Restaurierung ab 1991 nichts mehr ändern. Der heutige Aufbewahrungsort ist die Sächsische Landesbibliothek – Staats- und Universitätsbibliothek Dresden (Mscr.Dresd.M.32). Ein neuerliches Faksimile erschien 2002.